# Сагач, Вадим Фёдорович
Вадим Федорович Сагач (род. 21 сентября 1943, Ульяновская область) — украинский учёный-патофизолог, доктор медицинских наук, профессор, член-корреспондент НАН Украины, заведующий отделом физиологии кровообращения Института физиологии имени А. А. Богомольца НАН Украины. Сагач известен своими исследованиями в области экспериментальной кардиологии и изучении роли газовых трансмиттеров (оксида азота и сероводорода) в развитии нарушений кровообращения при старении, гипертензии, диабете. Его достижения были отмечены Государственными премиями в области Науки и Техники (1996, 2003) и премией НАН Украины имени А. А. Богомольца (1994).

## Семья
Отец — Сагач Федор Петрович, историк, занимал должность проректора Херсонского педагогического института им. Н. К. Крупской.
Мать — Головко Акилина Федотовна, занимала должность директора Херсонской школы № 15 (на тот момент единственной украинской школы в г. Херсон), учитель биологии. Заслуженный учитель Украины.
Брат — Сагач Станислав Федорович, инженер-кораблестроитель.
В браке с Панченко Людмилой Васильевной, имеет дочь Сагач Викторию Вадимовну (врач-педиатр) и внука Адриана.

## Образование и профессиональная деятельность
В 1966 году окончил Ленинградский медицинский институт. С 1966 по 1967 год проходил срочную военную службу в медицинском санитарном батальоне в п.г.т. Печенга, Мурманской области, где занимал должность врача-токсиколога и заведующего приемным отделением.
С 1968 по 1969 год работал врачом санитарно-карантинного отдела СЭС в Херсонском морском порту.
С 1970 по 1973 год учился в аспирантуре Института физиологии им. А. А. Богомольца в лаборатории патологии кровообращения, где выполнял научную работу под руководством академика АМН СССР Н. Н. Горева. В 1974 году защитил кандидатскую диссертацию — «Моделирование и гемодинамическая характеристика дистрофических повреждений миокарда». В 1974—1986 годах — младший, а затем старший научный сотрудник отдела экспериментальной кардиологии под руководством академика НАН Украины А. А. Мойбенко. В 1986 г. защитил докторскую диссертацию — «Механизмы нарушения кардио- и гемодинамики иммунного генеза». С 1 марта 1986 года и по настоящее время заведующий отделом физиологии кровообращения Института физиологии им. А. А. Богомольца. С 1993 года — профессор по специальности «патологическая физиология», а в 1995 году — избран членом-корреспондентом НАН Украины по специальности физиология человека и животных. С 1992 по 2015 год заместитель директора по научной работе Института физиологии им. А. А. Богомольца.

## Научная деятельность
В. Ф. Сагач — известный специалист в области биохимии, физиологии и патологической физиологии сердечно-сосудистой системы. Свои первые шаги в науке Вадим Федорович сделал на кафедре патологической физиологии под руководством известного патофизиолога Леонида Рувимовичa Перельмана, учась в медицинском институте. В его научном наследии впервые описан ряд неизвестных ранее явлений и механизмов функционирования организма и развития патологических процессов. Результатом его ранних исследований стала разработка оригинальной модели локального иммуногенного повреждения тканей миокарда. Были исследованы механизмы иммуногенных нарушений деятельности сердца и развития сердечно-сосудистой недостаточности, которая сопровождала инфаркт миокарда иммунного происхождения. Профессором Сагач впервые показано, что развитие фундаментальных сосудистых реакций — реактивной и функциональной гиперемии является эндотелий зависимым процессом, который обусловлен действием оксида азота (NO). В.Ф Сагач обосновал решающую роль синтеза оксида азота в реализации фундаментального механизма регуляции сократительной активности миокарда — закона Франка-Старлинга.
В последние годы профессор Сагач исследует роль эндогенного сероводорода в реакциях сердечно-сосудистой системы и развития ее патологических изменений. Показано уменьшение его синтеза при старении,  диабете, артериальной гипертензии, увеличение при физической тренировке. Доказано его большое значение в изменениях функции сердца и сосудов при этих состояниях, а также решающая роль в реакции на ишемию-реперфузию и в эффективности закона Франка-Старлинга. Доказано, что кардио- и васкулопротекторное влияние сероводорода обусловлено его способностью подавлять развитие оксидативного и нитрозативного стресса, угнетать открытие митохондриальных пор, а также восстанавливать сопряженное состояние конститутивнной NO-синтазы.
В. Ф. Сагач является автором и соавтором 928 публикаций, из которых 2 монографии, 445 статей и 18 патентов, опубликованных в отечественных и зарубежных научных изданиях.
Вадим Федорович — талантливый педагог и воспитатель научных кадров, подготовил 5 докторов и 21 кандидатов медицинских и биологических наук. Его высококвалифицированные воспитанники возглавляют кафедры и работают в ведущих лабораториях США, Великобритании, Бельгии и Австрии.
С 1995 года — главный редактор одного из ведущих научных журналов Украины — «Fiziologichnyi Zhurnal» НАН Украины, с 2010 — «International Journal of Physiology and of Pathophysiology» (США), член редколлегии журнала «Кровообращение и гемостаз». В течение 37 лет профессор В. Ф. Сагач является членом и заместителем председателя диссертационного совета при Институте физиологии им. А. А. Богомольца НАН Украины, 6 лет был заместителем председателя экспертного совета ВАК по биологическим наукам, 4 года — членом Президиума ВАК Украины.

## Научная деятельность за пределами Украины
1995 −1996 — исследования по изучению роли оксида азота (NO) в механизме Франка-Старлинга, с профессором А. М. Shah, г. Кардифф, Соединенное Королевство Великобритании.
2000 — исследования по изучению влияния аннексина II на сократительную активность и Ca2+ транзиенты изолированных кардиомиоцитов, с профессором E. Lakatta, одним из ведущих мировых ученых в области старения сердечно-сосудистой системы, г. Балтимор, США.
2001 — исследования по установлению влияния водорастворимого витамина Е на реакцию изолированного сердца при ишемии-реперфузии, с профессором Claudio Galli, г. Милан, Италия.

## Педагогическая деятельность
С 1993 года — профессор кафедры физиологии Национального университета им. Тараса Шевченко, читает лекции по физиологии сердечно-сосудистой системы и основы патологической физиологии.

## Награды
- Государственная премия Украины в области науки и техники 2003 года — за цикл научных работ «Исследование фундаментальных механизмов действия оксида азота на сердечно-сосудистую систему как основы патогенетического лечения ее заболеваний» (в составе коллектива).
- Государственная премия Украины в области науки и техники 1996 года -за цикл научных работ «Роль соединений эндотелиального происхождения в регуляции кровообращения и деятельности сердца» (в составе коллектива).
- Премия им. А. А Богомольца НАН Украины 1994 за монографию «Иммуногенные нарушения деятельности сердечно-сосудистой системы» (в соавторстве).

## Основные научные публикации
Статьи в рецензируемых научных журналах
- Akopova Olga, Kolchinskaya Liudmila, Nosar Valentina, Mankovska Iryna, Sagach V.F. (2020). Diazoxide affects mitochondrial bioenergetics by the opening of mKATP channel on submicromolar scale. BMC Molecular and Cell Biology. 21, N 31.
- Pepper Chris B., Mebazaa Alexandre, Prendergast Bernard D.,Yang Zhao-Kang, Draper Nick J., Sagach V.F., Shah Ajay M. (2020). Endothelial Regulation of Cardiac Myofilament Responsiveness to Calcium. In book: Endothelial Modulation of Cardiac Function (pp. 185–203).
- Natalya Dorofeyeva, Konstantin Drachuk, Rajasekaran Rajkumar, Sagach V.F. (2020). H2S donor improves heart function and vascular relaxation in Diabetes. European Journal of Clinical Investigation.
- NA Dorofeyeva, IP Korkach, OE Kutsyk, Sagach V.F. (2020). Modulation of hydrogen sulfide synthesis improve heart function and endothelium-dependent vasorelaxation in diabetes. Canadian Journal of Physiology and Pharmacology.
- Mys L.A., Strutynska N.A., Goshovska Y.V., Sagach V.F. (2019). Stimulation of the endogenous hydrogen sulfide synthesis suppresses oxidative-nitrosative stress and restores endothelial-dependent vasorelaxation in old rats. Canadian Journal of Physiology and Pharmacology. 98 (5), 275—281.
- Bondarenko Alexander I., Montecucco Fabrizio, Panasiuk Olga, Sagach V.F. , Sidoryak Nataliya, Brandt Karim J., Mach François (2017). GPR55 agonist lysophosphatidylinositol and lysophosphatidylcholine inhibit endothelial cell hyperpolarization via GPR-independent suppression of Na+-Ca2+ exchanger and endoplasmic reticulum Ca2+ refilling Vascular Pharmacology. 89, 39-48.
- Mys L.A., Budko A.Y., Strutynska N.A., Sagach V.F. (2017). Pyridoxal-5-phosphate restores hydrogen sulfide synthes and redox state of heart and blood vessels tissue in old animals. Fiziol. Zhurnal. 63 (1), 3-9.
- Akopova Olga, Nosar Valentina, Gavenauskas Bronislav, Bratus Larissa, Kolchinskaya Liudmila, Mankovska Iryna, Sagach V.F. (2016). The effect of atp-dependent potassium uptake on mitochondrial functions under acute hypoxia. Journal of Bioenergetics and Biomembranes. 48, 67-75.
- Akopova Olga, Kotsiuruba Anatoly, Korkach Yulia, Kolchinskaya Liudmila, Nosar Valentina, Gavenauskas Bronislav, Serebrovska Zoya, Mankovska Iryna, Sagach V.F. (2016). The Effect Of NO Donor on Calcium Uptake and Reactive Nitrogen Species Production in Mitochondria. Cellular Physiology and Biochemistry. 39: 193—204.
- Drachuk K.O., Dorofeyeva N.A., Sagach V.F. (2016). The role of hydrogen sulfide in diastolic function restoration during aging. Fiziol. Zhurnal. 62(6), 9-18.
- Dorofeyeva N.A., Kuzmenko M.O., Shimanskaya T.V., Sagach V.F. (2013) Cardiohemodynamics and Efficiency of the Frank-Starling Mechanism in Spontaneously Hypertensive Rats. International Journal of Physiology and Pathophysiology. 4(1), 17-26.
- Bondarenko A.I., Drachuk K.O., Panasiuk O., Sagach V.F., Deak A.T., Malli R. et al. (2013). N‐arachidonoyl glycine suppresses Na+-Ca2 exchanger‐mediated Ca2+ entry into endothelial cells and activates BKCa channels independently of GPCRs. British Journal of Pharmacology. 169 (4), 933—948.
- Sagach V., Bondarenko A., Bazilyuk O., Kotsuruba A. (2006). Endothelial dysfunction: possible mechanisms and ways of correction. Experimental & Clinical Cardiology. 11 (2), 107-10.
- Мойбенко О. О., Сагач В. Ф., Ткаченко М. М., Коркушко О. В., Безруков В. В., Кульчицький О. К. та інші (2004). Фундаментальні механізми дії оксиду азоту на серцево-судинну систему як основи патогенетичного лікування захворювань. Фізіол. журнал. 50 (1), 11-30.
- Sagach V.F., Scrosati M., Fielding J., Rossoni G., Galli C., Visioli F. (2002). The water-soluble vitamin E analogue Trolox protects against ischaemia/reperfusion damage in vitro and ex vivo. A comparison with vitamin E. Pharmacological research. 45 (6), 435—439.
- Prendergast B.D., Sagach V.F., Shah A.M. (1997). Basal release of nitric oxide augments the Frank-Starling response in the isolated heart. Circulation. 96(4), 1320-29.
- Sagach V.F., Kindybalyuk A.M., Kovalenko T.N. (1992). Functional hyperemia of skeletal muscle: role of endothelium. Journal of Cardiovascular Pharmacology. 20, 170-5.
- Shapoval L.N., Sagach V.F., Pobegailo L.S., (1991). Nitric oxide influences ventrolateral medullary mechanisms of vasomotor control in the cat. Neuroscience Letters. 132 (1), 47-50.

## Монографии
- Мойбенко А. А., Сагач В. Ф. (1992). Иммуногенные нарушения деятельности сердечно-сосудистой системы. — М .: Наукова думка, 202 (рус.)

## Ссылка
Vadim Sagach, Prof. MD, PhD — Research Gate
Vadim Sagach, Prof. MD, PhD — Google Scholar
Vadim Sagach, Prof. MD, PhD — Begell House